# Шон Монаген
Шон Монаген (англ. Sean Monahan, нар. 12 жовтня 1994, Брамптон) — канадський хокеїст, центральний нападник клубу НХЛ «Калгарі Флеймс». Гравець збірної команди Канади.

## Сім'я
Шон — син Кеті та Джона Монагенів; має сестру Жаклін.

## Ігрова кар'єра
Хокейну кар'єру розпочав у 2010 році виступами за клуб ОХЛ «Оттава 67-і».
2013 року був обраний на драфті НХЛ під 6-м загальним номером командою «Калгарі Флеймс». 3 жовтня 2013 дебютував у матчі проти «Вашингтон Кепіталс». Першим голом відзначився у воротах Сергія Бобровського в переможній грі проти «Колумбус Блю-Джекетс» (4—3). У першому сезоні за «Флеймс» відзначився 20-ма голами та став першим новачком після Діона Фанефа, який перетнув цей рубіж у сезоні 2005–06.
19 серпня 2016 Шон уклав семирічний контракт з «Калгарі».
23 лютого 2017 забив свій 100-й гол у кар'єрі, відзначишись у воротах Андрія Василевського («Тампа-Бей Лайтнінг») та став шостим наймолодшим гравцем, який досяг цієї мети, приєднавшись до елітної компанії Олександра Овечкіна, Сідні Кросбі, Яромира Ягра, Стівена Стемкоса та Патріка Кейна. Він є наймолодшим гравцем в історії «Флеймс», який досяг 100-гольового рубежу (22 роки, 134 дні), його попереднику Джо Ньювендайку було 22 роки і 185 днів, коли він забив 100-й гол у кар'єрі.
18 листопада 2017, Монаген відзначається першим хет-триком у переможному матчі 5–4 проти «Філадельфія Флаєрс». Однак сезон Шон не дограв через травму, яка втім не завадила йому відновитись до початку наступного сезону 2018–19.
Наразі єдиною професійною командою у кар'єрі гравця лишається клуб НХЛ «Калгарі Флеймс».

## Досягнення
- Пам'ятний трофей Білла Мастертона — 2025.

## Статистика

### Клубні виступи
| Сезон        | Клуб             | Ліга         | Регулярний сезон | Регулярний сезон | Регулярний сезон | Регулярний сезон | Регулярний сезон | Плей-оф | Плей-оф | Плей-оф | Плей-оф | Плей-оф |
| Сезон        | Клуб             | Ліга         | І                | Г                | П                | О                | ШХ               | І       | Г       | П       | О       | ШХ      |
| ------------ | ---------------- | ------------ | ---------------- | ---------------- | ---------------- | ---------------- | ---------------- | ------- | ------- | ------- | ------- | ------- |
| 2010–11      | «Оттава 67-і»    | ОХЛ          | 65               | 20               | 27               | 47               | 32               | 4       | 2       | 2       | 4       | 0       |
| 2011–12      | «Оттава 67-і»    | ОХЛ          | 62               | 33               | 45               | 78               | 38               | 18      | 8       | 7       | 15      | 12      |
| 2012–13      | «Оттава 67-і»    | ОХЛ          | 58               | 31               | 47               | 78               | 24               | —       | —       | —       | —       | —       |
| 2013–14      | «Калгарі Флеймс» | НХЛ          | 75               | 22               | 12               | 34               | 8                | —       | —       | —       | —       | —       |
| 2014–15      | «Калгарі Флеймс» | НХЛ          | 81               | 31               | 31               | 62               | 12               | 11      | 3       | 3       | 6       | 2       |
| 2015–16      | «Калгарі Флеймс» | НХЛ          | 81               | 27               | 36               | 63               | 18               | —       | —       | —       | —       | —       |
| 2016–17      | «Калгарі Флеймс» | НХЛ          | 82               | 27               | 31               | 58               | 20               | 4       | 4       | 1       | 5       | 0       |
| 2017–18      | «Калгарі Флеймс» | НХЛ          | 74               | 31               | 33               | 64               | 24               | —       | —       | —       | —       | —       |
| 2018–19      | «Калгарі Флеймс» | НХЛ          | 78               | 34               | 48               | 82               | 12               | 5       | 1       | 1       | 2       | 0       |
| 2019–20      | «Калгарі Флеймс» | НХЛ          | 70               | 22               | 26               | 48               | 25               |         |         |         |         |         |
| Усього в НХЛ | Усього в НХЛ     | Усього в НХЛ | 541              | 192              | 217              | 411              | 119              | 20      | 8       | 5       | 13      | 2       |

### Збірна
| Рік                | Команда            | Турнір             | Місце              | І  | Г | П | О | ШХ |
| ------------------ | ------------------ | ------------------ | ------------------ | -- | - | - | - | -- |
| 2011               | Канада Онтаріо     | U17                | 1                  | 5  | 3 | 2 | 5 | 2  |
| 2011               | Канада             | МІГ18              | 1                  | 5  | 2 | 1 | 3 | 12 |
| 2014               | Канада             | ЧС                 | 5-е                | 7  | 0 | 2 | 2 | 2  |
| Юніорська збірна   | Юніорська збірна   | Юніорська збірна   | Юніорська збірна   | 10 | 5 | 3 | 8 | 14 |
| Національна збірна | Національна збірна | Національна збірна | Національна збірна | 7  | 0 | 2 | 2 | 2  |